# Hóquei no gelo nos Jogos Olímpicos de Inverno de 1994
O torneio de hóquei no gelo nos Jogos Olímpicos de Inverno de 1994 foi disputado por doze equipes masculinas entre 12 e 27 de fevereiro em duas sedes: no Fjellhallen em Gjøvik e no Håkons Hall em Lillehammer, Noruega.
O formato de disputa do torneio olímpico foi o mesmo da edição anterior em Albertville. As doze equipes qualificadas dividiram-se em dois grupos de seis na primeira fase, onde se enfrentaram dentro dos grupos. As quatro equipes com o maior número de pontos em cada grupo avançaram para as quartas-de-final, onde a partir de então se enfretaram em jogos eliminatórios até se chegar aos dois finalistas. As equipes eliminadas na primeira fase fizeram jogos de consolação no mesmo formato, apenas para definir a posição final.
A Suécia conquistou a medalha de ouro pela primeira vez na história ao superar o Canadá na final por 3 a 2. Na disputa pela medalha de bronze a Finlândia superou a Rússia por 4 a 0. Foi a primeira vez desde os Jogos de 1952 que os russos não chegaram ao pódio, anteriormente haviam conquistado oito medalhas de ouro, uma de prata e uma de bronze (como União Soviética e Equipe Unificada em 1992).

## Medalhistas
|  | SWE Suécia |  | CAN Canadá |  | FIN Finlândia |
|  | Håkan Algotsson Jonas Bergkvist Charles Berglund Andreas Dackell Christian Due-Boje Niklas Eriksson Peter Forsberg Roger Hansson Roger Johansson Jörgen Jönsson Tomas Jonsson Kenny Jönsson Patrik Juhlin Patric Kjellberg Håkan Loob Mats Näslund Leif Rohlin Daniel Rydmark Tommy Salo Fredrik Stillman Magnus Svensson Stefan Örnskog |  | Mark Astley Adrian Aucoin David Harlock Corey Hirsch Todd Hlushko Greg Johnson Fabian Joseph Paul Kariya Chris Kontos Ken Lovsin Derek Mayer Petr Nedved Dwayne Norris Greg Parks Jean-Yves Roy Brian Savage Brad Schlegel Wally Schreiber Chris Therien Todd Warriner Brad Werenka |  | Mika Alatalo Raimo Helminen Erik Hämäläinen Timo Jutila Sami Kapanen Esa Keskinen Marko Kiprusoff Saku Koivu Janne Laukkanen Tero Lehterä Jere Lehtinen Jarmo Myllys Mikko Mäkelä Mika Nieminen Janne Ojanen Marko Palo Ville Peltonen Pasi Sormunen Mika Strömberg Jukka Tammi Petri Varis Hannu Virta |

## Primeira fase

### Grupo A
| Equipe              | Pts | J | V | E | D | GP | GC | CD               |
| ------------------- | --- | - | - | - | - | -- | -- | ---------------- |
| FIN Finlândia       | 10  | 5 | 5 | 0 | 0 | 25 | 4  |                  |
| GER Alemanha        | 6   | 5 | 3 | 0 | 2 | 11 | 14 | 4-2 RUS, 0-1 CZE |
| CZE República Checa | 6   | 5 | 3 | 0 | 2 | 16 | 11 | 1-0 GER, 3-4 RUS |
| RUS Rússia          | 6   | 5 | 3 | 0 | 2 | 20 | 14 | 4-3 CZE, 2-4 GER |
| AUT Áustria         | 2   | 5 | 1 | 0 | 4 | 13 | 28 |                  |
| NOR Noruega         | 0   | 5 | 0 | 0 | 5 | 5  | 19 |                  |

| 12 de fevereiro | CZE República Checa | 1-3 (1-2, 0-1, 0-0) | FIN Finlândia       | Lillehammer |
| 12 de fevereiro | NOR Noruega         | 1-5 (1-2, 0-1, 0-2) | RUS Rússia          | Gjøvik      |
| 12 de fevereiro | GER Alemanha        | 4-3 (1-1, 0-0, 3-2) | AUT Áustria         | Lillehammer |
| 14 de fevereiro | NOR Noruega         | 1-2 (0-1, 1-1, 0-0) | GER Alemanha        | Lillehammer |
| 14 de fevereiro | CZE República Checa | 7-3 (2-2, 4-1, 1-0) | AUT Áustria         | Gjøvik      |
| 14 de fevereiro | RUS Rússia          | 0-5 (0-1, 0-4, 0-0) | FIN Finlândia       | Lillehammer |
| 16 de fevereiro | RUS Rússia          | 9-1 (6-0, 2-1, 1-0) | AUT Áustria         | Lillehammer |
| 16 de fevereiro | CZE República Checa | 1-0 (0-0, 0-0, 1-0) | GER Alemanha        | Gjøvik      |
| 16 de fevereiro | NOR Noruega         | 0-4 (0-1, 0-2, 0-1) | FIN Finlândia       | Lillehammer |
| 18 de fevereiro | RUS Rússia          | 2-4 (0-2, 1-1, 1-1) | GER Alemanha        | Lillehammer |
| 18 de fevereiro | FIN Finlândia       | 6-2 (1-0, 2-1, 3-1) | AUT Áustria         | Gjøvik      |
| 18 de fevereiro | NOR Noruega         | 1-4 (0-3, 0-0, 1-1) | CZE República Checa | Lillehammer |
| 20 de fevereiro | RUS Rússia          | 4-3 (2-2, 2-0, 0-1) | CZE República Checa | Lillehammer |
| 20 de fevereiro | FIN Finlândia       | 7-1 (3-0, 2-0, 2-1) | GER Alemanha        | Gjøvik      |
| 20 de fevereiro | NOR Noruega         | 2-4 (1-1, 1-1, 0-2) | AUT Áustria         | Lillehammer |

### Grupo B
| Equipe             | Pts | J | V | E | D | GP | GC | CD      |
| ------------------ | --- | - | - | - | - | -- | -- | ------- |
| SVK Eslováquia     | 8   | 5 | 3 | 2 | 0 | 26 | 14 |         |
| CAN Canadá         | 7   | 5 | 3 | 1 | 1 | 17 | 11 | 3-2 SWE |
| SWE Suécia         | 7   | 5 | 3 | 1 | 1 | 23 | 13 | 2-3 CAN |
| USA Estados Unidos | 5   | 5 | 1 | 3 | 1 | 21 | 17 |         |
| ITA Itália         | 2   | 5 | 1 | 0 | 4 | 15 | 31 |         |
| FRA França         | 1   | 5 | 0 | 1 | 4 | 11 | 27 |         |

| 13 de fevereiro | SWE Suécia         | 4-4 (2-1, 0-2, 2-1)  | SVK Eslováquia     | Lillehammer |
| 13 de fevereiro | CAN Canadá         | 7-2 (2-1, 4-0, 1-1)  | ITA Itália         | Gjøvik      |
| 13 de fevereiro | USA Estados Unidos | 4-4 (2-1, 0-1, 2-2)  | FRA França         | Lillehammer |
| 15 de fevereiro | SWE Suécia         | 4-1 (1-0, 1-1, 2-0)  | ITA Itália         | Lillehammer |
| 15 de fevereiro | USA Estados Unidos | 3-3 (1-1, 0-1, 2-1)  | SVK Eslováquia     | Gjøvik      |
| 15 de fevereiro | CAN Canadá         | 3-1 (1-0, 2-0, 0-1)  | FRA França         | Lillehammer |
| 17 de fevereiro | SVK Eslováquia     | 10-4 (6-2, 3-1, 1-1) | ITA Itália         | Lillehammer |
| 17 de fevereiro | SWE Suécia         | 7-1 (3-0, 2-1, 2-0)  | FRA França         | Gjøvik      |
| 17 de fevereiro | CAN Canadá         | 3-3 (1-0, 0-2, 2-1)  | USA Estados Unidos | Lillehammer |
| 19 de fevereiro | CAN Canadá         | 1-3 (1-1, 0-1, 0-1)  | SVK Eslováquia     | Lillehammer |
| 19 de fevereiro | ITA Itália         | 7-3 (2-1, 3-2, 2-0)  | FRA França         | Gjøvik      |
| 19 de fevereiro | SWE Suécia         | 6-4 (2-1, 2-0, 2-3)  | USA Estados Unidos | Lillehammer |
| 21 de fevereiro | CAN Canadá         | 3-2 (1-1, 2-1, 0-0)  | SWE Suécia         | Lillehammer |
| 21 de fevereiro | SVK Eslováquia     | 6-2 (4-1, 2-0, 0-1)  | FRA França         | Gjøvik      |
| 21 de fevereiro | USA Estados Unidos | 7-1 (5-1, 1-0, 1-0)  | ITA Itália         | Lillehammer |

## Fase final
|  | Quartas-de-final    | Quartas-de-final |                 |            | Semifinais                   | Semifinais                   |  |  | Disputa da medalha de ouro | Disputa da medalha de ouro |
|  |                     |                  |                 |            |                              |                              |  |  |                            |                            |
|  | 23 de fevereiro     |                  |                 |            |                              |                              |  |  |                            |                            |
|  |                     |                  |                 |            |                              |                              |  |  |                            |                            |
|  | FIN Finlândia       | 6                |                 |            |                              |                              |  |  |                            |                            |
|  | FIN Finlândia       | 6                | 25 de fevereiro |            |                              |                              |  |  |                            |                            |
|  | USA Estados Unidos  | 1                |                 |            |                              |                              |  |  |                            |                            |
|  | USA Estados Unidos  | 1                | FIN Finlândia   | 3          |                              |                              |  |  |                            |                            |
|  | 23 de fevereiro     |                  | FIN Finlândia   | 3          |                              |                              |  |  |                            |                            |
|  |                     | CAN Canadá       | 5               |            |                              |                              |  |  |                            |                            |
|  | CAN Canadá          | CAN Canadá       | 5               | 3          |                              |                              |  |  |                            |                            |
|  | CAN Canadá          |                  | 27 de fevereiro | 3          |                              |                              |  |  |                            |                            |
|  | CZE República Checa | 2                |                 |            |                              |                              |  |  |                            |                            |
|  | CZE República Checa | 2                | CAN Canadá      | 2 (2)      |                              |                              |  |  |                            |                            |
|  | 23 de fevereiro     |                  | CAN Canadá      | 2 (2)      |                              |                              |  |  |                            |                            |
|  |                     | SWE Suécia       | 2 (3)           |            |                              |                              |  |  |                            |                            |
|  | SVK Eslováquia      | SWE Suécia       | 2 (3)           | 2          |                              |                              |  |  |                            |                            |
|  | SVK Eslováquia      | 25 de fevereiro  |                 | 2          |                              |                              |  |  |                            |                            |
|  | RUS Rússia          | 3                |                 |            |                              |                              |  |  |                            |                            |
|  | RUS Rússia          | 3                | RUS Rússia      | 3          | Disputa da medalha de bronze | Disputa da medalha de bronze |  |  |                            |                            |
|  | 23 de fevereiro     |                  | RUS Rússia      | 3          | Disputa da medalha de bronze | Disputa da medalha de bronze |  |  |                            |                            |
|  |                     | SWE Suécia       | 4               |            |                              |                              |  |  |                            |                            |
|  | GER Alemanha        | SWE Suécia       | 4               | 0          | FIN Finlândia                | 4                            |  |  |                            |                            |
|  | GER Alemanha        |                  |                 | 0          | FIN Finlândia                | 4                            |  |  |                            |                            |
|  | SWE Suécia          | 3                |                 | RUS Rússia | 0                            |                              |  |  |                            |                            |
|  | SWE Suécia          | 3                |                 |            | 0                            |                              |  |  |                            |                            |
|  |                     |                  |                 |            |                              |                              |  |  | 26 de fevereiro            |                            |
|  |                     |                  |                 |            |                              |                              |  |  |                            |                            |

### Classificação 9º-12º lugar
|  | Semifinais      | Semifinais      |   |                 | Disputa do 9º e 10º lugar  | Disputa do 9º e 10º lugar |  |
|  |                 |                 |   |                 |                            |                           |  |
|  | 22 de fevereiro |                 |   |                 |                            |                           |  |
|  | FRA França      | 4 (4)           |   |                 |                            |                           |  |
|  | AUT Áustria     | 4 (1)           |   |                 |                            |                           |  |
|  |                 |                 |   |                 |                            |                           |  |
|  |                 |                 |   |                 | 24 de fevereiro            |                           |  |
|  |                 |                 |   |                 | FRA França                 | 2                         |  |
|  |                 | ITA Itália      | 3 |                 |                            |                           |  |
|  |                 |                 |   |                 |                            |                           |  |
|  |                 |                 |   |                 |                            |                           |  |
|  |                 |                 |   |                 | Disputa do 11º e 12º lugar |                           |  |
|  | 22 de fevereiro | 22 de fevereiro |   | 24 de fevereiro | 24 de fevereiro            |                           |  |
|  | NOR Noruega     | 3               |   | AUT Áustria     | 1                          |                           |  |
|  | ITA Itália      | 6               |   |                 | NOR Noruega                | 3                         |  |

| 22 de fevereiro | AUT Áustria | 4-4 (1-4 pen) (2-2, 0-1, 2-1, 0-0) | FRA França | Lillehammer |
| 22 de fevereiro | NOR Noruega | 3-6 (2-3, 1-1, 0-2)                | ITA Itália | Lillehammer |

Disputa pelo 11º lugar
| 24 de fevereiro | NOR Noruega | 3-1 (1-0, 1-0, 1-1) | AUT Áustria | Lillehammer |

Disputa pelo 9º lugar
| 24 de fevereiro | ITA Itália | 3-2 (1-1, 0-1, 2-0) | FRA França | Gjøvik |

### Quartas-de-final
| 23 de fevereiro | CAN Canadá     | 3-2 (pro) (0-1, 1-0, 1-1, 1-0) | TCH Checoslováquia | Gjøvik      |
| 23 de fevereiro | FIN Finlândia  | 6-1 (2-0, 2-1, 2-0)            | USA Estados Unidos | Lillehammer |
| 23 de fevereiro | GER Alemanha   | 0-3 (0-0, 0-1, 0-2)            | SWE Suécia         | Gjøvik      |
| 23 de fevereiro | SVK Eslováquia | 2-3 (pro) (2-1, 0-1, 0-0, 0-1) | RUS Rússia         | Lillehammer |

### Classificação 5º-8º lugar
|  | Semifinais          | Semifinais      |   |                    | Disputa do 5º e 6º lugar | Disputa do 5º e 6º lugar |  |
|  |                     |                 |   |                    |                          |                          |  |
|  | 24 de fevereiro     |                 |   |                    |                          |                          |  |
|  | CZE República Checa | 5               |   |                    |                          |                          |  |
|  | USA Estados Unidos  | 3               |   |                    |                          |                          |  |
|  |                     |                 |   |                    |                          |                          |  |
|  |                     |                 |   |                    | 26 de fevereiro          |                          |  |
|  |                     |                 |   |                    | CZE República Checa      | 7                        |  |
|  |                     | SVK Eslováquia  | 1 |                    |                          |                          |  |
|  |                     |                 |   |                    |                          |                          |  |
|  |                     |                 |   |                    |                          |                          |  |
|  |                     |                 |   |                    | Disputa do 7º e 8º lugar |                          |  |
|  | 24 de fevereiro     | 24 de fevereiro |   | 26 de fevereiro    | 26 de fevereiro          |                          |  |
|  | SVK Eslováquia      | 6               |   | USA Estados Unidos | 3                        |                          |  |
|  | GER Alemanha        | 5               |   |                    | GER Alemanha             | 4                        |  |

| 24 de fevereiro | CZE República Checa | 5-3 (3-2, 1-0, 1-1)            | USA Estados Unidos | Gjøvik      |
| 24 de fevereiro | SVK Eslováquia      | 6-5 (pro) (0-3, 3-0, 2-2, 1-0) | GER Alemanha       | Lillehammer |

Disputa pelo 7º lugar
| 26 de fevereiro | GER Alemanha | 4-3 (1-1, 1-1, 2-1) | USA Estados Unidos | Lillehammer |

Disputa pelo 5º lugar
| 26 de fevereiro | CZE República Checa | 7-1 (4-1, 1-0, 2-0) | SVK Eslováquia | Gjøvik |

### Semifinais
| 25 de fevereiro | CAN Canadá | 5-3 (0-0, 2-2, 3-1) | FIN Finlândia | Gjøvik      |
| 25 de fevereiro | SWE Suécia | 4-3 (2-1, 1-0, 1-2) | RUS Rússia    | Lillehammer |

### Disputa pelo bronze
| 26 de fevereiro | FIN Finlândia | 4-0 (2-0, 2-0, 0-0) | RUS Rússia | Lillehammer |

### Final
| 27 de fevereiro | SWE Suécia | 2-2 (3-2 pen) (1-0, 0-0, 1-2, 0-0) | CAN Canadá | Lillehammer |

## Classificação final
| Pos.   | Equipe              |
| ------ | ------------------- |
| Ouro   | SWE Suécia          |
| Prata  | CAN Canadá          |
| Bronze | FIN Finlândia       |
| 4      | RUS Rússia          |
| 5      | CZE República Checa |
| 6      | SVK Eslováquia      |
| 7      | GER Alemanha        |
| 8      | USA Estados Unidos  |
| 9      | ITA Itália          |
| 10     | FRA França          |
| 11     | NOR Noruega         |
| 12     | AUT Áustria         |